# Circus Circus Las Vegas
 (décembre 2016).
Si vous disposez d'ouvrages ou d'articles de référence ou si vous connaissez des sites web de qualité traitant du thème abordé ici, merci de compléter l'article en donnant les références utiles à sa vérifiabilité et en les liant à la section « Notes et références ».
Pour les articles homonymes, voir Circus Circus.
Le Circus Circus Las Vegas est un complexe hôtel-casino situé sur le Strip à Las Vegas, aux États-Unis. Il dispose de 3 774 chambres et son casino couvre une surface de 9 392 m2. Ouvert en 1968, il appartient au groupe MGM Mirage depuis le rachat du Mandalay Resort Group en 2005.
Le Circus Circus, qui est le premier hôtel à avoir investi dans des jeux pour toute la famille, propose notamment des représentations de cirque plusieurs fois par jour et un parc d'attractions, l'Adventuredome, construit en même temps que l'hôtel, et qui constitue le plus grand parc d'attractions couvert du monde.
Le Circus Circus est le seul casino du Strip à pouvoir accueillir les camping-cars sur un parking de 399 places qui leur est réservé. Il contient également des salles de séminaires prévues pour 800 personnes, trois piscines, la "Chapel of the Fountain", etc.
L'hôtel abrite aussi des restaurants (Barista Café, Circus Buffet, Circus Steakhouse, Garden Grill, Pink Pony, Stivali).

## Histoire
- Ouvert le 18 octobre 1968 par Jay Sarno.

Il était le casino phare pour Circus Circus Enterprises (plus tard Mandalay Resort Group), partie de MGM Mirage aujourd'hui.
En 1971, il a servi de décors pour le film Les Diamants sont éternels de la série des James Bond. En 1998, il a également servi de lieu de tournage pour le film Las Vegas Parano (Fear and Loathing in Las Vegas) de Terry Gilliam (il est cependant renommé « Bazooka Circus » dans le film).
Il apparaît dans le jeu vidéo Grand Theft Auto: San Andreas sous le nom de « The Clown's Pocket ». Le personnage principal peux acheter une suite dans l'hôtel-casino.  
Des spectacles de cirque sont proposés gratuitement régulièrement 24 heures sur 24, y compris durant toute la nuit.

## Les services de l’hôtel

### Les chambres
L'hôtel compte 3 773 chambres et suites.
| - Casino Tower - West Tower |  | - Skyrise tower |

## Le parc d'attractions
Ouvert en 1993, Adventuredome s'étend sur une surface couverte de 20 234 m2 (d'abord connu sous le nom Grand Slam Canyon). Le parc propose 25 attractions incluant le Canyon Blaster, un golf miniature de 18 trous, des spectacles de clowns, une Zone Xtreme, une zone de réalité virtuelle.